# Lisa Schmidla
Lisa Schmidla (ur. 5 stycznia 1991) – niemiecka wioślarka, złota medalistka olimpijska z Rio de Janeiro.
Zawody w 2016 były jej pierwszymi igrzyskami olimpijskimi. W Brazylii zwyciężyła w czwórce podwójnej, osadę tworzyły także Carina Bär, Julia Lier i Annekatrin Thiele. W tej konkurencji była złotą (2014) i srebrną (2015) medalistką mistrzostw świata oraz dwukrotnie złotą mistrzostw Europy w 2015 i 2016.